# قطعنامه ۱۳۴۶ شورای امنیت
قطعنامه ۱۳۴۶ شورای امنیت سازمان ملل متحد که در تاریخ ۳۰ مارس ۲۰۰۱ تصویب شد، سندی بین‌المللی دربارهٔ بررسی وضعیت در سیرالئون است. این قطعنامه طی نشست ۴۳۰۶ام با ۱۵ رای موافق، ۰ مخالف و ۰ ممتنع تصویب شد.